# Бешон, Карл

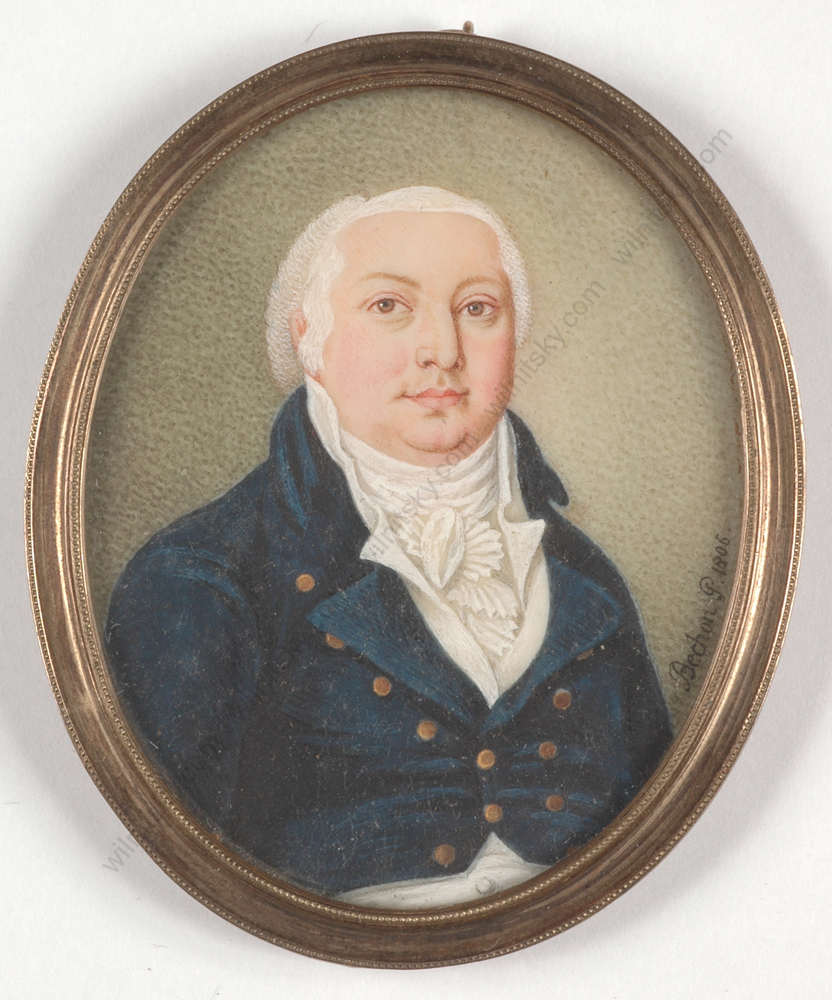
Миниатюрный портрет польского аристократа. 1806

Карл Бешон (фр. Charles Bechon; ок. 1732, Франция — 1812) — живописец-миниатюрист, живший и творивший в Варшаве во времена Станислава Августа Понятовского.
В последние годы правления короля Августа III прибыл из Дрездена в Варшаву. С 1750 работал в Варшаве, одновременно преподавал рисунок и миниатюрную живопись.

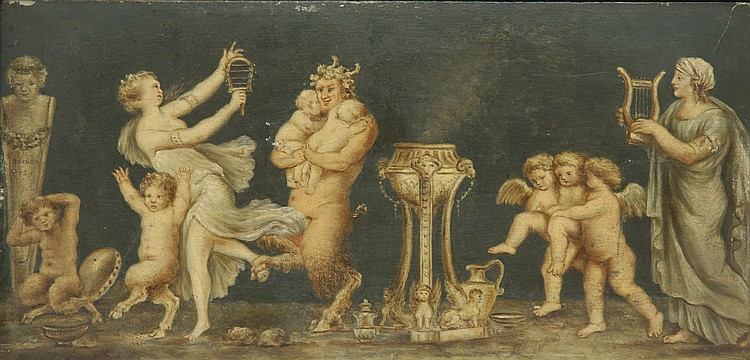
Аллегорическая сцена вакханалии. 1788

Эксперты живописи считают Бешона одним из лучших миниатюристов своей эпохи, подчеркивая влияние его творчества на Франца Ксавье Лампи (сына Иоганна Баптиста Лампи Старшего) и Иосифа Грасси.
Из его портретов наиболее известны: Станислава Августа Понятовского с братьями, Тадеуша Костюшки, Яна Килинского, А. В. Суворова и членов саксонского царствовавшего дома, в том числе, Фридриха Августа, князя Варшавского.
Портретные миниатюры художника находятся в коллекциях крупнейших музеев Москвы и Санкт-Петербурга.